# Heinz Kühnrich
Heinz Kühnrich (* 24. Januar 1935 in Hartmannsdorf; † 26. September 2002 in Berlin) war ein deutscher marxistischer Historiker, der insbesondere zum kommunistischen Widerstand gegen den Nationalsozialismus und zu Partisanen während des Zweiten Weltkriegs arbeitete. Er war Sektorleiter und von 1986 bis 1989 Professor für Geschichte der deutschen Arbeiterbewegung am Institut für Marxismus-Leninismus beim ZK der SED.

## Leben
Kühnrich besuchte die Arbeiter-und-Bauern-Fakultät an der Universität Leipzig und studierte anschließend das Fach Geschichte ebenda. Danach war er ab 1958 als Assistent bzw. wissenschaftlicher Mitarbeiter am Institut für Marxismus-Leninismus (IML) beim Zentralkomitee der SED tätig. Er promovierte 1965 bei Wolfgang Schumann am Institut für Gesellschaftswissenschaften beim ZK der SED mit einer Arbeit über den Partisanenkrieg in Europa 1939–1945.
Von 1979 bis 1987 war Kühnrich Sektorleiter in der Abteilung Geschichte der deutschen Arbeiterbewegung des Instituts für Marxismus-Leninismus. Mit einer nicht zur Veröffentlichung bestimmten, parteiinternen Schrift zur Politik der KPD in der Anfangsphase des Zweiten Weltkriegs (September 1939 bis April/Mai 1940) schloss er 1986 die Promotion B zum Dr. sc. phil. ab. Anschließend wurde er zum ordentlichen Professor für Geschichte der deutschen Arbeiterbewegung am IML des ZK der SED berufen. Diese Position hatte Kühnrich bis zur Auflösung des Instituts im Dezember 1989 inne.
1985 erhielt er den Nationalpreis der DDR II. Klasse für Wissenschaft und Technik.
Kühnrichs 1960 veröffentlichte Studie Der KZ-Staat 1933–1945 basiert laut Jörg Osterloh und Kim Wünschmann hauptsächlich auf bereits veröffentlichtem Material und  sei durchzogen von den Leitlinien der marxistisch-leninistischen Politik, die in Hitler nur eine Marionette des Monopolkapitals sah. Kühnrich reiße die Geschichte der Konzentrationslager nur knapp an, die Häftlinge spielten in seiner Darstellung nur eine untergeordnete Rolle.
Kühnrich starb Ende September 2002 nach kurzer schwerer Krankheit.

## Schriften
- Die Darstellung der Partisanenbewegung in der westdeutschen Historiographie. Zu einigen Fragen des Partisanenkampfes während des zweiten Weltkrieges. in: Zeitschrift für Geschichtswissenschaft, Heft 8 (1960), S. 7.
- Judenmörder Eichmann – Kein Fall der Vergangenheit. Berlin 1961.
- Der Partisanenkrieg in Europa 1939-1945. Berlin 1965.
- Historiographie der Deutschen Demokratischen Republik über den deutschen antifaschistischen Widerstandskampf in den Jahren 1933 bis 1945. (Überblick über Veröffentlichungen aus den Jahren 1960 bis 1965). Berlin 1965, (mit Karl Heinz Biernat, Klaus Mammach, Gerhard Nitzsche)
- SS im Einsatz – Eine Dokumentation über die Verbrechen der SS. Berlin 1967.
- In den Wäldern Belorusslands. als Hrsg., Berlin 1976.
- Neue, bedeutsame Materialien über die politisch-theoretische Tätigkeit der illegalen operativen Leitung der KPD in Deutschland 1944. in: Beiträge zur Geschichte der Arbeiterbewegung, Heft 1 (1979), S. 38.
- Einige Fragen des Kampfes der KPD in der ersten Periode des zweiten Weltkrieges. in: Beiträge zur Geschichte der Arbeiterbewegung, Heft 1/1982, S. 26.
- Die KPD im Kampf gegen die faschistische Diktatur 1933-1945. Berlin 1983.
- Der KZ-Staat –  Die faschistischen Konzentrationslager 1933-1945. 5. Auflage, Berlin 1988 [1960].
- Der deutsch-sowjetische Nichtangriffspakt vom 23. August 1939 aus der zeitgenössischen Sicht der KPD. in: Dietrich Eichholtz, Kurt Pätzold (Hrsg.): Der Weg in den Krieg. Berlin 1989.
- Stalinismus : der Autor im Gespräch mit Jürgen Weidlich. Berlin 1990.
- 'Verordnet' – und nichts weiter? Nachdenken über den Antifaschismus in der DDR. in: Zeitschrift für Geschichtswissenschaft, Heft 9, 1992, S. 819–833.
- Im Bunde Mit Dem Feind – Deutsche auf Alliierter Seite. Berlin 1995. (mit Stefan Doernberg)
- Deutsche bei Titos Partisanen 1941-1945. Kriegsschicksale auf dem Balkan in Augenzeugenberichten und Dokumenten. Berlin 1997. (mit Franz-Karl Hitze)
- Arbeit macht frei. in: Kurt Pätzold, Manfred Weißbecker (Hrsg.): Historische Schlagworte. Köln 2006.